# Minshan Linchang (bondby i Kina, Jiangxi Sheng, lat 29,52, long 115,74)
Minshan Linchang är en bondby i Kina. Den ligger i provinsen Jiangxi, i den sydöstra delen av landet, omkring 94 kilometer norr om provinshuvudstaden Nanchang. Antalet invånare är 166. Befolkningen består av 89 kvinnor och 77 män. Barn under 15 år utgör 19,0 %, vuxna 15-64 år 54 %, och äldre över 65 år 26,0 %.
Runt Minshan Linchang är det ganska tätbefolkat, med 222 invånare per kvadratkilometer. Närmaste större samhälle är Ruichangshi, 19,5 km norr om Minshan Linchang. I omgivningarna runt Minshan Linchang växer huvudsakligen savannskog.
Genomsnittlig årsnederbörd är 2 141 millimeter. Den regnigaste månaden är maj, med i genomsnitt 334 mm nederbörd, och den torraste är januari, med 59 mm nederbörd.